# Békéscsaba Raptors 2010
Questa voce raccoglie le informazioni riguardanti i Békéscsaba Raptors nelle competizioni ufficiali della stagione 2010.

## Divízió II 2010

### Stagione regolare
| 4 aprile 2010 1ª giornata | Miskolc Steelers | 27 – 0 | Békéscsaba Raptors |  |

| 24 aprile 2010 4ª giornata | Békéscsaba Raptors | 24 – 6 | Tata Mustangs |  |

| 16 maggio 2010 7ª giornata | Békéscsaba Raptors | 7 – 0 | Fehérvár Enthroners |  |

| 30 maggio 2010 9ª giornata | Békéscsaba Raptors | 38 – 14 | Budapest Wolves 2 |  |

| 12 giugno 2010 11ª giornata | Budapest Cowboys 2 | 6 – 24 | Békéscsaba Raptors |  |

| 26 giugno 2010 13ª giornata | Budapest Eagles | 13 – 10 | Békéscsaba Raptors |  |

## Statistiche di squadra
| Competizione      | %Vittorie | In casa | In casa | In casa | In casa | In casa | In casa | In trasferta | In trasferta | In trasferta | In trasferta | In trasferta | In trasferta | Totale | Totale | Totale | Totale | Totale | Totale |
| Competizione      | %Vittorie | G       | V       | N       | P       | Pf      | Ps      | G            | V            | N            | P            | Pf           | Ps           | G      | V      | N      | P      | Pf     | Ps     |
| ----------------- | --------- | ------- | ------- | ------- | ------- | ------- | ------- | ------------ | ------------ | ------------ | ------------ | ------------ | ------------ | ------ | ------ | ------ | ------ | ------ | ------ |
| Stagione regolare | .667      | 3       | 3       | 0       | 0       | 69      | 20      | 3            | 1            | 0            | 2            | 34           | 46           | 6      | 4      | 0      | 2      | 103    | 66     |
| Totale            | .667      | 3       | 3       | 0       | 0       | 69      | 20      | 3            | 1            | 0            | 2            | 34           | 46           | 6      | 4      | 0      | 2      | 103    | 66     |